# Colinas (ort)
Colinas är en ort i Brasilien.   Den ligger i kommunen Colinas och delstaten Maranhão, i den östra delen av landet, 1 200 km norr om huvudstaden Brasília. Colinas ligger 142 meter över havet och antalet invånare är 25 158.
Terrängen runt Colinas är huvudsakligen platt. Colinas ligger nere i en dal. Det finns inga andra samhällen i närheten.
Omgivningarna runt Colinas är huvudsakligen savann. Runt Colinas är det glesbefolkat, med 19 invånare per kvadratkilometer.